# Gabriele Amorth
Gabriele Pietro Amorth S.S.P (Módena, 1 de maio de 1925 – Roma, 16 de setembro de 2016) foi um presbítero e escritor italiano, tendo exercido funções de exorcista na Diocese de Roma.
Junto com outros cinco padres, fundou a Associação Internacional de Exorcistas. Seu trabalho em demonologia e exorcismo lhe rendeu reconhecimento internacional. Ao longo de sua carreira, o padre Amorth afirmou ter realizado dezenas de milhares de exorcismos e se tornado uma das figuras mais proeminentes e controversas da Igreja Católica na era moderna.
"Eu, medo de Satanás?
É ele que deve ter medo de mim.
Eu trabalho em nome do Senhor do mundo.
E ele é só o macaco de Deus".
Padre Gabriele Amorth 

## Biografia
Ainda jovem, trabalhou na Acção Católica, combateu na Segunda Grande Guerra, tendo recebido a medalha de Valor Militar. Licenciado em Direito, foi membro da Pia Sociedade de São Paulo onde foi ordenado sacerdote em 1954. Em 1985 foi nomeado exorcista oficial da Diocese de Roma.
Pregador, professor e escritor, também foi jornalista profissional e durante muitos anos, foi director da revista Madre di Dio.
Em 1959, desempenhou um papel determinante na Consagração da Itália ao Coração Imaculado de Maria e foi eleito membro da Pontificia Academia Mariana Internacional. Em 1986, foi, oficialmente, nomeado Exorcista de Roma pelo Cardeal Ugo Poletti.
Além de desempenhar este ministério, escreveu livros de sucesso e deu inúmeras entrevistas. Escreveu uma biografia da Beata Alexandrina com o título italiano de Dietro un sorriso. Alessandrina Maria da Costa, que teve edição portuguesa.
Em 1990 fundou a Associação Internacional dos Exorcistas, da qual foi Presidente Honorário até o ano 2000. Contudo, tal associação só foi reconhecida pelo Vaticano, através do Papa Francisco, em 2014.
Dos seus livros destacam-se: Um Exorcista Conta-nos, Novos Relatos de um Exorcista, Exorcistas e Psiquiatras, O Último Exorcista, Vade Retro Satanás, Mais fortes que o mal (O demónio: reconhecê-lo, vencê-lo, evitá-lo), Memórias de um Exorcista (A Minha Luta Contra Satanás).
O padre era defensor da veracidade das aparições marianas em Međugorje, conforme relatado em seu livro póstumo "Um Exército contra o Mal - A minha verdade sobre Medjugorje." .

## Morte
Gabriele Amorth faleceu em 16 de setembro de 2016 aos 91 anos após ficar semanas internado por problemas no pulmão.

## O Exorcista do Papa
O filme O Exorcista do Papa (2023) é baseado nas memórias de Amorth, An Exorcist tells his story e an Exorcist. Além de mostrar a rotina do padre o filme é estrelado por Russel Crowe.

## Livros
- Consacrazione a Maria. Mese di maggio, Paulinas, Roma 1959.
- Caratteri e documenti degli istituti secolari, Paulinas, Roma 1968.
- Maria: un sì a Dio. Mese mariano, Paulinas, Roma 1979.
- La consacrazione dell'Italia a Maria. Teologia, storia, cronaca, com Stefano De Fiores e Santino Epis, Paulinas, Roma 1983.[11]
- Dialoghi su Maria. 31 temi, 164 domande, Messaggero, Padova 1987.[12]
- Un esorcista racconta, Dehonianas, Roma 1990.[13]
- Dietro un sorriso. Alessandrina Maria da Costa, Paulinas, Cinisello Balsamo (MI) 1992.[14]
- Nuovi racconti di un esorcista, Dehonianas, Roma 1992.[15]
- Liberaci dal male. Preghiere di liberazione e guarigione, a cura di, Dehonianas, Roma 1993.[16]
- Esorcisti e psichiatri, Dehonianas, Roma 1996.[17]
- Padre Pio. Fede, sofferenza, amore, Dehonianas, Roma 1998.[18]
- Il vangelo di Maria. Un mese con la Madre di Gesù, Paulinas, Cinisello Balsamo (MI) 1998.[19]
- Padre Pio. Breve storia di un santo, EDB, Bolonha 2002.[20]
- Memorie di un esorcista. La mia vita in lotta contro Satana, Piemme, Milão 2010.[21]
- Più forti del male. Il demonio, riconoscerlo, vincerlo, evitarlo, com Roberto Italo Zanini, Paulinas, Cinisello Balsamo (MI) 2010.[22]
- L'ultimo esorcista. La mia battaglia contro Satana, com Paolo Rodari, Piemme, Milão 2012.[23]
- Il segno dell'esorcista. Le mie ultime battaglie contro Satana, com Paolo Rodari, Piemme, Milão 2013.[24]
- Il diavolo. Un'inchiesta contemporanea, Piemme, Milão 2014.[25]
- Saremo giudicati dall'amore. Il demonio nulla può contro la misericordia di Dio, com Stefano Stimamiglio, Paulinas, Cinisello Balsamo (MI) 2015.[26]
- Dio più bello del diavolo. Testamento spirituale, entrevista de Angelo De Simone, Paulinas, Cinisello Balsamo (MI) 2015.[27]

## Conexões externas
- Breve biografia de padre Gabriele Amorth do site Liberaci dal male [ligação inativa]